# Chibi (manga)

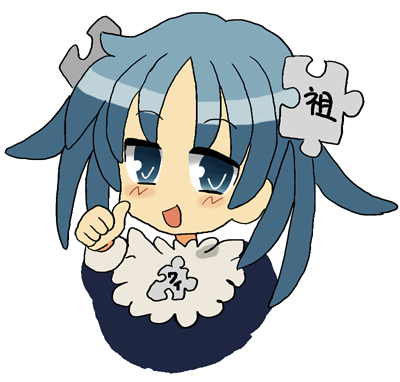
Tekening in chibi stijl

Chibi is een Japans woord met als betekenis 'kort persoon' of 'klein kind'.
In manga is chibi een stijl die realistische figuren er 'schattiger' laat uitzien door ze een klein postuur met een groter hoofd en ogen te geven. De term kreeg vooral bekendheid onder anime fans in de Westerse wereld door Chibiusa, een karakter uit de Sailor Moon serie.
Chibi's hebben minder gedetailleerde kleding en allerlei dingen (zoals strikjes, haarbanden, linten enz.) in hun haar. Er bestaan ook verschillende soorten stijlen. Één daarvan is de Kawaii stijl.
Chibi's in manga hebben ook vaak grote ogen.